# Чэнь Шисинь
Чэнь Шисинь (кит. упр. 陈诗欣, пиньинь Chén Shīxīn, в транскрипции Уэйда-Джайлза — Chen Shih-Hsin, род. 16 ноября 1978 года) — тайваньская тхэквондистка, чемпионка Олимпийских игр 2004 года в категории до 49 кг, многократная чемпионка Азиатских игр и различных чемпионатов мирового уровня, первая в истории спортсменка с Тайваня, завоевавшая золотую медаль на Олимпийских играх.